# سكوت كرشتون (لاعب اتحاد الرغبي)
سكوت كرشتون (بالإنجليزية: Scott Crichton)‏ هو لاعب اتحاد الرغبي نيوزيلندي، ولد في 18 فبراير 1954 في وانجانوي في نيوزيلندا.

## وصلات خارجية
- سكوت كرشتون عل موقع إسبنسكروم (الإنجليزية)